# Sempronio Aselión
Sempronio Aselión  fue un militar e historiador romano del siglo II a. C. perteneciente a la gens Sempronia. De su obra sobreviven quince fragmentos.

## Nacimiento y familia
Aselión nació alrededor del año 160 a. C. Fue miembro de los Sempronios Aseliones, una rama familiar de la gens Sempronia, aunque no se tiene certeza de su relación de otros miembros conocidos de la familia. Ernst Badian supuso que fue hijo o hermano de un Aulo Sempronio mencionado en un senadoconsulto del año 140 a. C. aproximadamente y padre de Lucio Sempronio Aselión y Aulo Sempronio Aselión, ambos pretores a principios del siglo I a. C. El mismo estudioso sostiene que los Sempronios Atratinos de época imperial descienden de esta familia.
Tradicionalmente se ha supuesto que su praenomen fue Publio, pero no hay ninguna seguridad de que así fuera. Para Badian, fue Lucio en relación con sus posibles relaciones familiares.

## Carrera pública
Estuvo a las órdenes de Escipión Emiliano en el sitio de Numancia en calidad de tribuno militar, probablemente los años 134 y 133 a. C. Nada más a quedado registrado de su posible cursus honorum posterior. Uno de los fragmentos conservados de su obra menciona el asesinato de Marco Livio Druso, por lo que su propia muerte tuvo que ser posterior al año 91 a. C.

## Obra
El título de su obra histórica pudo haber sido Res gestae o Historia y ser una mezcla entre el estilo analístico y la narración, siguiendo las pautas marcadas por Polibio, a quien quizá conoció en Hispania y de cuya obra pudo ser un continuador.